# 貝殼串珠

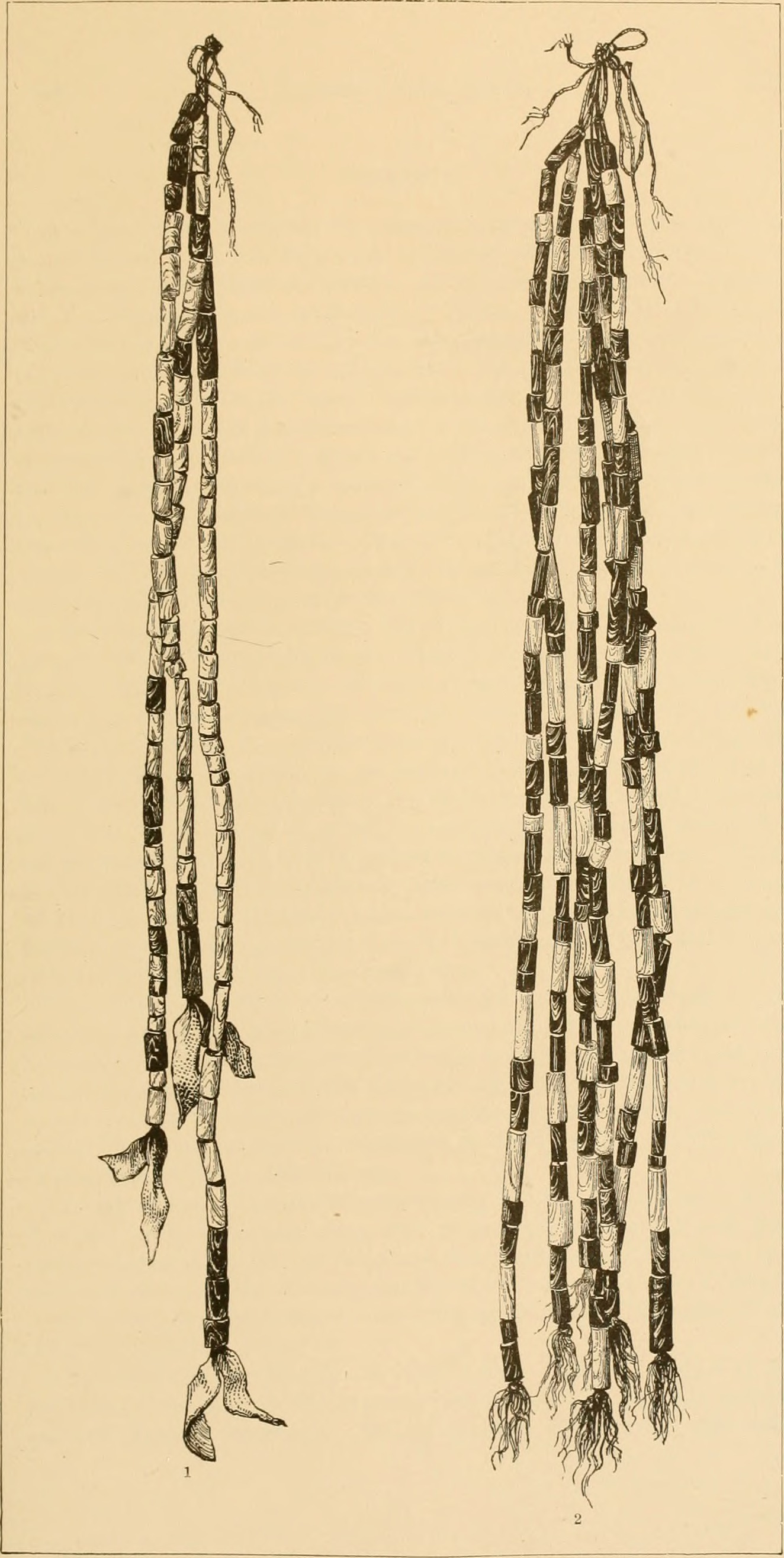
19世紀的貝殼串珠

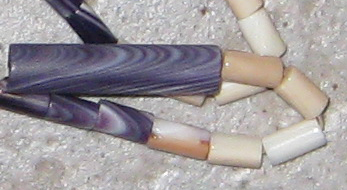
2009年製作的貝殼串珠

貝殼串珠（Wampum）是北美洲东部林地印第安人所使用的一種類似貨幣的物件。“Wampum”一詞本意就是“白色貝殼珠子”，由沟螺的殼軸製成。而類似的“Sewant”、“Zeewant”或“suckauhock”則是由蚌蠣或其他牡蠣的殼製成的。

## 歷史
“Wampum”一詞為“wampumpeag”的縮寫，源自馬薩諸塞語或纳拉干西特語，意思是“白色貝殼珠子”。16世紀初，殖民者在今紐約州附近的地區發現了這種東西。傳説中，易洛魁联盟的创建者海華沙是貝殼串珠的創造者，起初是用它來記錄信息。
歐洲人抵達北美後開始大規模製造貝殼串珠，結果導致通貨膨脹。

## 外部連接
- Wampum article, Iroquois Indian Museum
- Wampum History and Background （页面存档备份，存于）
- "The Tribes And The States: 100,000-Year History of North America" （页面存档备份，存于）
- X-ray showing inner spiral and entire shell of the Busycotypus Canaliculatus - Channeled Whelk Shell （页面存档备份，存于）, Europa
- "Money Substitutes in New Netherland and Early New York" （页面存档备份，存于）, Coins, University of North Dakota